# Nazionale maschile di calcio di Gibuti
La nazionale di calcio del Gibuti è la rappresentativa calcistica dell'omonimo stato africano ed è posta sotto l'egida della Fédération Djiboutienne de Football.
Il Gibuti è una piccola nazione del corno d'Africa la cui nazionale, a causa di ingenti problemi economici e del limitato tasso tecnico del panorama calcistico locale, ha spesso rinunciato alle qualificazioni di Coppa d'Africa e campionato del mondo, competizioni a cui non è mai riuscita a qualificarsi.
Gibuti occupa la 194ª posizione nel ranking mondiale FIFA ed è considerata una delle nazionali di calcio più deboli al mondo.

## Storia
La nazionale fu fondata nel 1979, dopo che il paese acquisì l'indipendenza dalla Francia. La federcalcio locale ottenne l'affiliazione alla FIFA nel 1994. Al 1994 risale anche l'esordio della nazionale nella Coppa CECAFA.
Il 16 ottobre 2007 la nazionale conseguì la prima storica vittoria in una competizione posta sotto l'egida della FIFA, le qualificazioni al campionato mondiale del 2010. Allo stadio El Hadj Hassan Gouled la nazionale gibutiana si impose per 1-0 contro la Somalia, ottenendo automaticamente il passaggio del turno, dato che quello che doveva essere uno scontro in doppio turno venne disputato in gara unica, vista l'impossibilità della Somalia di ospitare la gara di ritorno, non possedendo strutture idonee agli standard FIFA. Inserito successivamente in un girone con Egitto, Malawi e Repubblica Democratica del Congo, Gibuti si piazzò ultimo con il misero bilancio di zero punti, 30 gol incassati e 2 segnati.
La nazionale tornò in campo nel 2011 per le qualificazioni al campionato mondiale del 2014, uscendo subito sconfitta dalla Namibia, vincitrice sia all'andata sia al ritorno con il punteggio di 4-0. Il copione si ripeté quattro anni dopo nelle qualificazioni al campionato mondiale del 2018: in questo caso l'eliminazione di Gibuti avvenne per mano dell'eSwatini.
Nelle qualificazioni alla Coppa d'Africa 2017 Gibuti uscì dal proprio girone qualificatorio con zero punti, mentre nelle qualificazioni per l'edizione 2019 della rassegna continentale fu fatale il doppio scontro con il Sudan del Sud. Tuttavia il Gibuti, dopo dieci anni senza vittorie, vinse la gara d'andata per 2-0, salvo perdere il ritorno per 6-0. Nello stesso anno prese parte alle qualificazioni per il campionato delle nazioni africane 2018, competizione in cui le nazionali possono schierare solo giocatori militanti in patria. La gara d'andata, giocata in casa contro l'Etiopia, si concluse con il risultato di 1-5 per gli ospiti e la gara di ritorno non fu disputata visto il ritiro proprio degli Uomini della riva del Mar Rosso. Dopo questa ennesima sconfitta la federazione prese la decisione di sciogliere la nazionale maggiore per la pochezza dei risultati. Il 26 luglio 2019 la nazionale gibutiana tornò a disputare una partita ufficiale, valida per le qualificazioni al campionato delle nazioni africane 2020, in cui perse contro l'Etiopia per 0-1 all'andata in casa e per 4-3 al ritorno in trasferta. 
Nelle qualificazioni per il mondiale in Qatar del 2022 riuscì a vincere per 2-1 contro l'eSwatini, superando così il primo turno. Il percorso si interruppe con la netta sconfitta per 8-0 contro l'Algeria.

## Commissari tecnici
| Nome                   | Periodo                      | Partite | Vittorie | Pareggi | Sconfitte |
| ---------------------- | ---------------------------- | ------- | -------- | ------- | --------- |
| Mohamed Bader          | 1998? – dicembre 2001        | 15      | 0        | 2       | 13        |
| Ahmed Hussein          | ottobre 2007 – dicembre 2007 | 4       | 1        | 0       | 3         |
| Mohamed Abar           | gennaio 2008 – giugno 2008   | 4       | 0        | 0       | 4         |
| Ahmed Abdelmonem       | luglio 2008 – luglio 2010    | 11      | 0        | 1       | 10        |
| Noureddine Gharsalli   | ottobre 2011 – luglio 2016   | 5       | 0        | 0       | 5         |
| Mike Gibson            | luglio 2016 – aprile 2017    | 4       | 1        | 0       | 3         |
| Moussa Ghassoum        | dicembre 2017 – aprile 2019  | 5       | 0        | 0       | 5         |
| Julien Mette           | aprile 2019 – ottobre 2021   | 13      | 3        | 3       | 7         |
| Mohamed Meraneh Hassan | ottobre 2021 – gennaio 2022  | 6       | 1        | 0       | 5         |
| Abdourahman Okie Hadi  | gennaio 2022 –               | 2       | 2        | 3       | 1         |

## Partecipazioni ai tornei internazionali

### Risultati in Coppa del Mondo
- Dal 1978 al 1998 - Non partecipante
- 2002 - Non qualificata
- 2006 - Non partecipante
- Dal 2010 al 2022 - Non qualificata

### Risultati in Coppa d'Africa
- Dal 1978 al 1992 - Non affiliata alla CAF
- 1994 - Non partecipante
- 1996 - Non partecipante
- 1998 - Non partecipante
- 2000 - Non qualificata
- 2002 - Non qualificata
- 2004 - Ritirata
- 2006 - Non partecipante
- 2008 - Ritirata
- 2010 - Non qualificata
- 2012 - Non partecipante
- 2013 - Non partecipante
- 2015 - Non partecipante
- 2017 - Non qualificata
- 2019 - Non qualificata
- 2021 - Non qualificata